# Bjeluša
Bjeluša (Servisch cyrillisch Бјелуша) is een plaats in de Servische gemeente Arilje. De plaats telt 565 inwoners (2002).